# Charles Cocks
 Charles Cocks  est un professeur et traducteur britannique installé à Bordeaux à partir de 1840, auteur principalement d’un ouvrage considéré comme précurseur des classifications des vins de Bordeaux et en particulier de la classification officielle des vins de Bordeaux de 1855.

## Biographie
Installé en France dans la deuxième partie de la monarchie de Juillet, il exerce comme professeur de langue vivante des « Collèges royaux » et est parallèlement traducteur pour le compte d’éditeurs anglais,,. Il est notamment le traducteur attitré de Jules Michelet.

## Le Guide de l’étranger à Bordeaux
Charles Cocks est passé à la postérité pour avoir été l’auteur, alors qu’il était en poste à Bordeaux, d’un guide à l’intention de ses compatriotes britanniques consacré à la région bordelaise, et dans lequel il s’intéresse en particulier aux productions viticoles et à leur qualité. L’ouvrage est publié pour la première fois en anglais à Londres en 1846. Il est remarqué par un éditeur bordelais, Michel-Édouard Féret, qui lui propose de l’éditer en version française, ce qui est fait en 1850. Conçu dans sa première édition comme un guide touristique, l’ouvrage comporte un important inventaire, commune par commune, des vignobles en activité au milieu du XIXe siècle, assorti d’un classement pour chaque vin qui, à côté de la classification coutumière en « crus bourgeois », « crus artisans et « crus paysans », établit pour certains crus en particulier du médoc une hiérarchie qui distingue déjà des produits exceptionnels, présentés comme « premiers crus ».
Cet ouvrage sera régulièrement réédité à la fin du XIXe siècle puis tout au long du XXe siècle en France et au Royaume-Uni et reste aujourd’hui une référence de la maison d'édition « Féret », basée à Bordeaux et spécialisée dans les ouvrages consacrés à la vigne et au vin, au point de conserver dans sa présentation le nom de son premier auteur, et d'être communément désigné sous le nom de « Cocks & Féret ». La 18e édition française de l’ouvrage a été publiée en 2007.

## Sources